# Теодор Денгофф (воєвода венденський)
Теодор Денгофф (*Teodor Denhoff , д/н — 8 листопада 1622) — державний і військовий діяч, урядник Речі Посполитої.

## Життєпис
Походив з німецько-лівонського шляхетного роду Денгоффів власного гербу. Молодший син Германа Денгоффа, старости дурбенського, і Анни Йоден.
Ймовірно, просування кар'єрними щаблями відбулося з початку 1600 року польсько-шведської війни. Відомостей про Теодора Денгоффа обмаль. Вперше письмово згадується 1609 року, відзначившись у складі військ великого гетьмана литовського Ян-Кароля Ходкевича при захопленні Пернова. За це отримав чин полковника коронних військ. Згодом очолював так звану німецьку піхоту (ймовірно набрану з шляхти Королівської Пруссії та Іфляндії.
У 1617 році призначається воєводою перновським, проте вже у 1618 року шведи захопили Пернов. 1620 року стає воєводою венденським. Втім 1621 року не мав змоги протидіяти шведам, які почали нову війну, тому фактично втратив своє воєводство. Брав участь у подальших боях. Помер 1622 року.